# Scotopteryx kashghara
Scotopteryx kashghara is een vlinder uit de familie van de spanners (Geometridae). De wetenschappelijke naam van de soort is voor het eerst geldig gepubliceerd in 1878 door Moore.